# Bora Öztürk
Bora Öztürk (* 20. Mai 1955 in Istanbul; † 6. August 1997 ebenda) war ein türkischer Fußballspieler. 

## Karriere
Bora Öztürk begann seine Karriere in der 2. Liga bei Şekerspor. Danach wechselte er nach Izmir und spielte jeweils zwei Saisons für Göztepe und Altay. Zur Saison 1979/80 ging er zum Traditionsverein Beşiktaş Istanbul. In seiner ersten Saison erzielte er sechs Tore und wurde danach an Adanaspor verliehen. Für Adanaspor erzielte Öztürk 15 Tore und wurde Torschützenkönig der Saison 1980/81. Mit seinen Toren war er ein wichtiger Bestandteil für die Vizemeisterschaft, welche die Mannschaft in dieser Saison erreichte. Er kehrte zurück zu Beşiktaş und gehörte in den nächsten zwei Spielzeiten zu den Stammspielern. 1982 wurde er mit Beşiktaş zum ersten Mal in seiner Karriere türkischer Meister. 
In der Hinrunde der Saison 1983/84 war Öztürk nur Ergänzungsspieler, weshalb man ihn für die restliche Spielzeit an Antalyaspor verlieh. 1986 wurde er zum zweiten Mal türkischer Meister und beendete 1988 seine Karriere bei Zonguldakspor. 
Öztürk machte sein einziges Länderspiel für die Türkei am 7. Oktober 1981 gegen die Sowjetunion.
Bora Öztürk verstarb am 6. August 1997 an den Folgen einer Krebserkrankung.

## Erfolge
Adanaspor
- Torschützenkönig der Saison 1980/81

Beşiktaş Istanbul
- Türkischer Fußballmeister: 1982, 1986